# Skarddalstinden
De Skarddalstinden is een berg behorende bij de gemeente Lom in de provincie Oppland in Noorwegen. De berg, gelegen in Nationaal park Jotunheimen, heeft een hoogte van 2100 meter.
De Skarddalstinden is onderdeel van het gebergte Jotunheimen.